# میولنیر (کمیک)
میولنیر (‎/ˈmjɔːlnɪər/‎) یک سلاح افسانه‌ای داستانی در کتاب‌های کامیک منتشر شده توسط مارول کامیکس است. مارول در کتاب‌های خود میولنیر را به عنوان سلاح اصلی شخصیت‌های ابرقهرمان ثور و جین فاستر به تصویر کشیده‌است. میولنیر برای اولین بار در شمارهٔ ۸۳ از مجموعه کمیک سفر به رمز و راز (اوت ۱۹۶۲) معرفی شد که توسط نویسنده استن لی و طراحی شده توسط هنرمندان جک کربی و جو سینات خلق شده‌است.
این سلاح برگرفته از چکش میولنیر در اساطیر اسکاندیناوی، متعلق به ایزد آذرخش ثور است.